# Trichophantasis
Trichophantasis – rodzaj chrząszczy z rodziny kózkowatych i podrodziny zgrzypikowych.

## Zasięg występowania
Przedstawiciele tego rodzaju występują w Afryce Wschodniej od Etiopii na płn. po Tanzanię na płd..

## Systematyka
Do Trichophantasis należą 2 gatunki:
- Trichophantasis grandicollis
- Trichophantasis subtuberculata